# Sesamia sciagrapha
Sesamia sciagrapha är en fjärilsart som beskrevs av Fletcher 1961. Sesamia sciagrapha ingår i släktet Sesamia och familjen nattflyn. Inga underarter finns listade i Catalogue of Life.